# George Roth
George Helm Roth (* 25. April 1911 in Los Angeles, Kalifornien; † 31. Oktober 1997 ebenda) war ein US-amerikanischer Turner.

## Werdegang
George Roth gehörte 1932 zur US-amerikanischen Delegation bei den Olympischen Spielen in Los Angeles. Bei diesen trat er in der Disziplin Keulenschwingen an, in der insgesamt vier Turner an den Start gingen, davon alleine drei aus den Vereinigten Staaten. Die drei US-Amerikaner belegten abschließend auch die ersten drei Plätze, während der vierte Turner aus Mexiko Vierter wurde. Roth erzielte mit 26,9 Punkten das beste Ergebnis, vor Philip Erenberg mit 26,7 Punkten und William Kuhlemeier mit 25,9 Punkten. Damit wurde Roth, der für den Los Angeles Athletic Club turnte, Olympiasieger und erhielt die Goldmedaille.
Roth studierte anderthalb Jahre an der University of California, Berkeley, ehe er aufgrund der Great Depression dazu gezwungen war, aus finanziellen Gründen sein Studium abzubrechen. Während der Olympischen Spiele war Roth, der verheiratet war und ein Kind hatte, arbeitslos. Nach den Spielen fand er dank Roosevelts New Deal mithilfe einer Unterstützungsmaßnahme eine neue Anstellung als geologischer Zeichner bei Shell Oil in Long Beach. Parallel begann er die Abendschule zu besuchen. Nach acht Jahren schloss er ein Bachelorstudium in Geologie sowie Erdöl- und Erdgastechnik an der University of Southern California ab. 1952 gründete er seine eigene Beratungsfirma und entdeckte in Kalifornien Dutzende neue Öl- und Gasfelder.